# Liên minh sư tử Mapogo
Liên minh sư tử Mapogo là một nhóm các cá thể sư tử Nam Phi đực đã kiểm soát khu vực khu vực cấm săn bắn Sabi Sand trong vườn quốc gia Kruger. Liên minh trở nên khét tiếng vì sức mạnh và sức mạnh tuyệt đối của chúng trong việc tiếp quản và thống trị một khu vực có diện tích xấp xỉ 70.000 ha (170.000 mẫu Anh). Người ta tin rằng liên minh sư tử Mapogo đã giết hơn 100 con sư tử và đàn con trong vòng hơn một năm. Số liệu thống kê có thể cao hơn nếu chúng bao phủ các lãnh thổ rộng lớn. Vào thời kỳ đỉnh cao, liên minh bao gồm sáu cá thể sư tử đực - thủ lĩnh là Makulu (còn được đánh vần là Makhulu), Rasta, Scar, Pretty Boy, Kinky Tail và Mr. T.
Sáu cá thể sư tử đực này có nguồn gốc từ những con sư tử Spartan/Eyrefield Field Pride, được lai tạo bởi những con đực West street. Makulu, thành viên lớn tuổi nhất, và cũng là con sư tử duy nhất xuất thân từ một dòng máu khác, trong khi những thành viên còn lại là anh em của nhau. Các thành viên trong liên minh Mapogo cũng săn trâu rừng, hươu cao cổ trưởng thành, tê giác và hà mã. Chúng không chỉ giết những con sư tử băng qua đường đi của chúng, mà còn ăn thịt những con sư tử bị giết chết.

## Lịch sử
Liên minh Mapogo bắt nguồn từ Mala Mala từ cái được gọi là "Eyrefield Pride" (Niềm tự hào Sparta) và chuyển đến Western Sector vào năm 2006. Những con sư tử Mapogo đã theo một xu hướng trước đó trong Khu bảo tồn Sabi Sand của liên minh sư tử đực kiêu hãnh lớn. Năm anh em có liên quan được lai tạo bởi một liên minh kiêu hãnh lớn tương tự của năm con sư tử đực. Trong giai đoạn thống trị khu vực, sáu con sư tử đã giết khoảng 40 con sư tử khác, bao gồm nhiều sư tử con, con cái và con đực trưởng thành đối thủ.

## Tan rã
Năm 2010, Majingilanes, một liên minh gồm 5 con sư tử đực trưởng thành đã tiến vào lãnh thổ của Mapogo để tranh giành lãnh thổ. Kinky Tail đã bị giết. Majingilanes tiếp quản khu vực lãnh thổ của chúng. Trong ba năm tiếp theo, hai con sư tử khác trong bầy Mapogo biến mất. Năm 2012, bầy sư tử Southern đã thách thức những thành viên còn lại của liên minh Mapogos, buộc chúng phải rút lui, Mr T bị truy đuổi và giết chết.
Makhulu và Pretty Boy là hai con sư tử cuối cùng trong liên minh Mapogo còn sống sau sự kiện đó. Lần cuối cùng chúng được nhìn thấy khi cùng nhau vào Vườn quốc gia Kruger và săn trâu vào tháng 10 năm 2012. Người ta nhìn thấy Makhulu lần cuối vào năm 2013, một mình ở Mala Mala. Tại thời điểm này, Makhulu gần như 15 năm tuổi và phần lớn vượt quá tuổi thọ trung bình của sư tử đực.